# عینک سه‌بعدی
انسان با استفاده از فاصله‌ای که بین دو چشمش است (حدود ۵ سانتی‌متر) می‌تواند دور یا نزدیک بودن اجسام را با استفاده از اختلاف زاویه‌ای که به وجود می‌آید به صورت تقریبی تشخیص دهد مثلاً اگر هنگامی که یکی از چشم‌ها بسته‌است یک توپ به سمت شخصی بیاید و او آن را بگیرید سپس با دو چشم باز این کار را تکرار کند متوجه خواهید شد که وقتی دو چشم باز است سرعت و جای توپ را بهتر درک می‌کند.

## تلق‌های آبی و قرمز
در این عینک‌ها هیچ نوع تکنولوژی خاصی بکار نرفته‌است و شما می‌توانید در خانه با استفاده از تلق‌های رنگی آن را بسازید.
اما کاری که این تلق‌ها می‌کنند این است که به هر چشم یک تصویر مجزا ارسال می‌شود و مغز انسان که قابلیت تشخیص اش گول خورده این دو تصویر را برهم منطبق می‌کند و یک تصویر ۳ بعدی می‌سازد.
لازم به ذکر شد که این نوع عینک‌ها به دلیل پایین آوردن کیفیت تصویر دیگر استفاده نمی‌شود.

## صفحه‌های افقی و عمودی

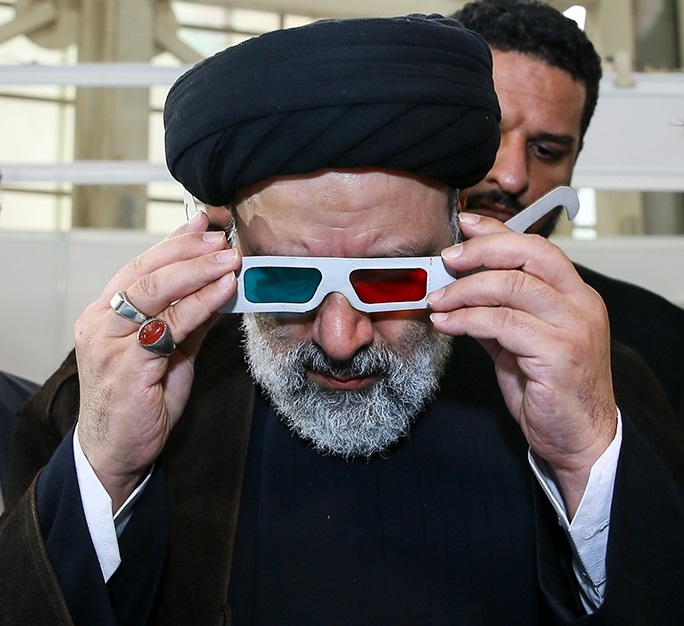

به این صورت کار می‌کند که فیلترینگ تصویر به شکل تصاویر افقی و عمودی در می‌آید و با گذاشتن عینک روی چشممان یک چشم تصاویر افقی و یک چشم تصاویر عمودی را دریافت کرده و آن‌ها را منطبق می‌کند که تا به حال یکی از بهترین عینک‌ها از نظر بالا بودن کیفیت محسوب می‌شود. اما مشکلش این است که دستگاه پخش مخصوصی می‌خواهد.

## اکتیو شاتر (Active shutter)
روش بعدی روش اکتیو شاتر (Active shutter) است که در تلویزیون‌ها و بازی‌های کامپیوتری سه بعدی مورد استفاده قرار می‌گیرند. در این روش دو تصویر متفاوت برای هر چشم تشکیل می‌شود یعنی یک تصویر برای چشم چپ و تصویر دیگر برای چشم راست و با فاصله زمانی بسیار کم پشت سر هم پخش می‌شوند. با استفاده از عینک مخصوص در لحظه ای که تصویر مربوط به چشم چپ پخش می‌شود صفحهٔ جلوی چشم راست تیره می‌گردد تا شخص با این چشم تصویر را نبیند و باین عمل به صورت برعکس برای چشم دیگر تکرار می‌شود. تیره شدن شیشه‌های عینک در سرعت بسیار بالا انجام می‌شود در نتیجه نمایشگرهای 3D Ready می‌بایست حتماً بیش از ۱۲۰ هرتز داشته باشند در غیر اینصورت مقداری از تصویر از دست خواهد رفت. استفاده از این تکنولوژی گران‌قیمت است و استفاده طولانی از آن ممکن است کمی باعث سردرد شود اما برای استفاده در خانه و تجربه لذت دیدن تصاویر سه بعدی، مناسب می‌باشد.